# Беляк, Виктор Борисович
Виктор Борисович Беляк (род. 15 июля 1946, Саратовская область) — российский учёный в области агромелиоративного земледелия и кормопроизводства, член-корреспондент РАСХН (1999) и Российской академии наук (2014).

## Биография
Родился 15 июля 1946 г. в с. Непокоиха Ершовского района Саратовской области. Окончил Саратовский СХИ (1968).
С 1972 по 1982 год старший научный сотрудник, с 1982 по 1983 год и. о. заведующего лабораторией орошения кормовых культур, с 1983 по 1989 год — директор опытно-производственного хозяйства Волжского НИИ гидротехники и мелиорации.
С 1989 по 1992 год — заместитель директора по кормопроизводству Поволжского НИИ животноводства и кормопроизводства.
С 1992 по 2002 год — директор Пензенского НИИ сельского хозяйства.
С 2002 по 2012 год — первый заместитель начальника Пензенского областного управления сельского хозяйства.
С 2012 по 2013 год — советник губернатора Пензенской области.
С 2013 по 2019 год — главный научный сотрудник Пензенского НИИ сельского хозяйства.
Доктор сельскохозяйственных наук (1996), член-корреспондент РАСХН (1999), член-корреспондент РАН (2014).
Под его руководством и при непосредственном участии разработаны технологии возделывания нетрадиционных для условий Среднего Поволжья кормовых культур (козлятник, донник, люпин, вика мохнатая, озимый рыжик и др.) и высокопродуктивных кормовых смесей; разработаны кормовые севообороты с бездефицитным или положительным балансом гумуса и продуктивностью 50 ц к. ед. и 10 ц сырого протеина с 1 га.
Опубликовал около 100 научных трудов, в том числе 10 книг и брошюр, из них две монографии. Получил 3 авторских свидетельства и два патента на изобретения.

## Публикации
- Возделывание новых кормовых культур на орошаемых землях Заволжья: Рекомендации / соавт.: Воротилина А. И. и др. — Саратов, 1977. — 29 с.
- Кормовые севообороты Среднего Поволжья. — Пенза, 1996. — 51 с.
- Интенсификация кормопроизводства биологическими приемами (теория и практика). — Пенза: Изд-во ПТИ, 1998. — 181 c.
- Методические рекомендации по возделыванию и семеноводству рыжика / Пенз. НИИ сел. хоз-ва. — М., 2004. — 40 с.
- Производство кормов в зеленом конвейере: рекомендации / Пенз. НИИ сел. хоз-ва. — Пенза, 2005. — 31 с.
- Биологизация сельскохозяйственного производства (теория и практика) / Пенз. НИИ сел. хоз-ва. — Пенза, 2008. — 319 с.